# Levasseur PL.15
Левассер PL.15 (фр. Levasseur PL.15) — одномоторний поплавковий біплан-торпедоносець виробництва французької авіакомпанії Levasseur міжвоєнного періоду. На початку Другої світової війни обмежено використовувався як патрульний.

## Історія
PL.15 створювався на базі попередніх моделей PL.7 і PL.14, тому його розробка відбувалась доволі швидко і без значних проблем. Перший прототип, з колісним шасі, тестувався з жовтня 1932 року, дещо пізніше був переставлений на поплавки. Перший серійний літак був готовий в квітні 1933 року. Разом з прототипом було виготовлено 17 літаків.
Серійні PL.15 спочатку оснащувались двигунами Hispano-Suiza 12L потужністю 600 к.с., а наступних використовувались HS 12Nb/12Nbr потужністю 650 к.с.
PL.15 надійшли на озброєння ескадрильї 7B2 (пізніше перейменовану на HB1) яка прибула приписана до авіатранспорту «Коммандан Тест». На початку 1938 року її було переоснащено на Latécoère 298, а PL.15 були передані в навчальні частини. Але з початком війни 5 літаків передали до новосформовану берегову ескадрилью 3S6, базовану на Корсиці.

## Тактико-технічні характеристики
Дані з Ударная авиация Второй Мировой — штурмовики, бомбардировщики, торпедоносцы

### Технічні характеристики
- Довжина: 12,85 м
- Висота: 5,1 м
- Розмах крила: 18,0 м
- Площа крила: 74,5 м²
- Маса порожнього: 3050 кг
- Маса спорядженого: 4350 кг
- Двигун: Hispano-Suiza 12Nbr
- Потужність: 650 к. с.

### Льотні характеристики
- Максимальна швидкість: 190 км/год
- Практична стеля: 4000 м
- Дальність польоту:
  - з торпедою: 600 км
  - максимальна: 1500 км
- Час підйому на 1000 м: 5 хв. 30 c.

### Озброєння
Кулеметне
- 1 × 7,5-мм курсовий кулемет
- 2 × 7,5-мм кулеметів в верхній турель

Бомбове
- до 750 кг бомб або
- 1 × 670 кг торпеда